# Софонов, Николай Михайлович
Николай Михайлович Софонов (1844—1910) — русский художник XIX века — палехский иконописец и реставратор. Основатель собственной иконописной мастерской в Палехе. Поставщик Двора Его Императорского Величества, Потомственный почётный гражданин.

## Биография
Родился в селе Палех Вязниковского уезда Владимирской губернии, в крестьянской семье потомственных иконописцев.
В 1872 году Николай Софонов открыл в Палехе семейную иконописную мастерскую. В неё принимались и работали только лучшие палешане-иконописцы, добивавшиеся в стенах мастерской исключительно безупречного качества росписи икон. Иконописная мастерская Сафоновых работала в лучших традициях византийской и древнерусской живописи. Художники-иконописцы софоновской школы, прославились высочайшим художественным уровнем и были известны во многих городах, в их числе Санкт-Петербург, Москва, Киев, Новгород Великий, Владимир, Ярославль, Кострома и др..
В конце XIX — начале XX в. мастерская Н. М. Сафонова являлась самым крупным иконным предприятием Палеха. Его артель брала подряды на реставрацию и «поновление фресок» в Софии Новгородской, Владимирском Успенском и Димитриевском соборах, Ипатьевском монастыре в Костроме. Так, в 1885 — Н. М. Сафонов расписал придел св. Леонтия в Ростовском Успенском соборе. В 1887 году художник был приглашён для расчистки фресок в церкви Иоанна Богослова Ростовского Кремля, также, в числе храмов, им расписанных, Рождественская и Успенская церкви в Веркольском Артемиевом монастыре, и многие другие.
В 1900 году «за отлично-усердные труды» по реставрации Древне-Софийского собора в Новгороде своим высочайшим Указом император Николай II наградил Н. М. Софонова почётным званием, дававшееся именитым гражданам государства — Потомственный почётный гражданин, что переводило его в иное правовое положение, и, впоследствии, принадлежавшее всем нисходящим членам семьи, то, есть его потомкам.
Умер 2 июня 1910 года в Москве. Похоронен 5 июня 1910 на приходском кладбище в Палехе.

## Память
- Дом Софонова — в котором жил художник, издавна именуется палешанами «софоновский»; в нём в наши дни размещается Муниципальное казённое учреждение «Палехский Дом ремёсел», являющееся поселковым культурным центром, где на протяжении многих лет юным палешанам прививаются творческие навыки[5].
- В 2015 году на мемориальной доске, установленной на доме Софонова в Палехе, выгравирована надпись: «В этом доме в период с 1864 по 1910 г. жил и работал Софонов Николай Михайлович (1844—1910) выдающийся русский художник, иконописец и реставратор, Поставщик Двора Его Императорского Величества, потомственный почётный гражданин. Дом построил Н. М. Софонов в 1864 году»[6].